# Teras Sunrise
Teras Sunrise – морське будівельне судно, споруджене на індонезійській верфі Drydocks World Graha (острів Батам).

## Історія спорудження
Замовником судна, яке тоді носило назву Nora, виступила норвезька компанія Master Marine AS. Вона планувала одразу по завершенні будівництва використати його для монтажу турбін на британській ВЕС Шерингем-Шоал, на що уклали контракт з енергетичним гігантом Statoil. Проте у 2010 році на верфі спалахнули масові безлади за участь кількох тисяч працівників, спровоковані висловлюванням інженера-іноземця про розумові здібності одного з місцевих мешканців. Після цього підприємство довго не мого повернутись до нормального робочого ритму. Як наслідок, строки завершення судна Nora зсунулись настільки, що його замовник втратив контракт на роботи по Шерингем-Шоал. А в 2011 році він скасував замовлення та домігся повернення виданих авансів.
Роботи над судном довели до етапу випробувань у 2014 році.  Тепер його власником стала компанія Ezion, котра отримала замовлення на виконання робіт у австралійській нафтогазовій галузі. Втім, цей перший доведений до стадії реалізації фрахт Teras Sunrise виявився для його власника невдалим. Оскільки роботи провадились в економічній зоні Австралії, за законодавством останньої на судні повинна була працювати команда із громадян цієї країни. Витрати на її утримання, а також пошкодження обладнання вартістю кілька мільйонів доларів внаслідок інциденту, призвели до збитковості контракту.

## Характеристики
За своїм архітектурно-конструктивним типом Teras Sunrise відноситься до самопідіймальних (jack-up) та має чотири опори максимальною довжиною по 130 метрів, що дозволяє йому діяти в районах з глибинами моря до 90 метрів. Воно обладнане двома кранами, які при роботі в тандемі забезпечують вантажопідйомність 1500 тон. На робочій палубі площею 2500 м2 може розміщуватись до 7200 тон вантажу. Середнє навантаження на палубу складає 10 тон/м2, а в окремих підсилених місцях може доходити до 300 тон /м2.
Точне розміщення на місці виконання робіт забезпечується системою динамічного позиціювання DP2.
На судні можливе розміщення до 260 осіб. Для перевезення персоналу та вантажів Teras Sunrise має гелікоптерний майданчик, розрахований на прийом машин типу Sikorsky S-61N.